# Нигерия на летних Олимпийских играх 2000
Нигерия принимала участие в Летних Олимпийских играх 2000 года в Сиднее (Австралия) в двенадцатый раз за свою историю, и изначально завоевала три серебряные медали. В 2008 году сборная США была лишена золотой медали в эстафете за олимпиаду 2000 года, и поэтому итоговый результат сборной Нигерии получился следующий: 1 золотая медаль и 2 серебряных.

## Медалисты
| Медаль  | Спортсмен                                              | Вид спорта       | Дисциплина                 |
| ------- | ------------------------------------------------------ | ---------------- | -------------------------- |
| Золото  | Сандей Бада Клемент Чукву Джуд Монье Энефьок Удо-Обонг | Лёгкая атлетика  | Мужчины, эстафета 4×400 м  |
| Серебро | Глори Алози                                            | Лёгкая атлетика  | Женщины, 100 м с барьерами |
| Серебро | Рут Огбейфо                                            | Тяжёлая атлетика | Женщины, до 75 кг          |

## Состав олимпийской сборной Нигерии

### Дзюдо
Спортсменов — 2
Соревнования по дзюдо проводились по системе на выбывание. В утешительные раунды попадали спортсмены, проигравшие полуфиналистам турнира. Два спортсмена, одержавших победу в утешительном раунде, в поединке за бронзу сражались с проигравшими в полуфинале.
Мужчины
| Соревнование | Спортсмены              | Первый раунд                    | Второй раунд         | 1/8 финала           | Четвертьфинал        | Полуфинал            | Финал                | Место |
| Соревнование | Спортсмены              | Соперник Результат              | Соперник Результат   | Соперник Результат   | Соперник Результат   | Соперник Результат   | Соперник Результат   | Место |
| ------------ | ----------------------- | ------------------------------- | -------------------- | -------------------- | -------------------- | -------------------- | -------------------- | ----- |
| до 81 кг     | Маджемите Омагбалувадже | Т. Слайфилд (NZL) П 0020 — 1000 | Завершил выступление | Завершил выступление | Завершил выступление | Завершил выступление | Завершил выступление | —     |

Женщины
| Соревнование | Спортсмены    | Первый раунд                    | 1/8 финала            | Четвертьфинал         | Полуфинал             | Финал                 | Место |
| Соревнование | Спортсмены    | Соперник Результат              | Соперник Результат    | Соперник Результат    | Соперник Результат    | Соперник Результат    | Место |
| ------------ | ------------- | ------------------------------- | --------------------- | --------------------- | --------------------- | --------------------- | ----- |
| до 63 кг     | Билькису Юсуф | К. Родригес (CUB) П 0000 — 0200 | Завершила выступление | Завершила выступление | Завершила выступление | Завершила выступление | —     |

### Тяжёлая атлетика
Спортсменов — 2
В рамках соревнований по тяжёлой атлетике проводятся два упражнения - рывок и толчок. В каждом из упражнений спортсмену даётся 3 попытки, в которых он может заказать любой вес, кратный 2,5 кг. Победитель определяется по сумме двух упражнений.
Мужчины
| Спортсмен     | Категория | Вес   | Рывок | Рывок | Рывок | Толчок | Толчок | Толчок | Всего | Место |
| Спортсмен     | Категория | Вес   | 1     | 2     | 3     | 1      | 2      | 3      | Всего | Место |
| ------------- | --------- | ----- | ----- | ----- | ----- | ------ | ------ | ------ | ----- | ----- |
| Сандэй Матиас | до 62 кг  | 61,24 | 110,0 | 115,0 | 120,0 | 150,0  | 155,0  | 155,0  | 265,0 | 15    |

Женщины
| Спортсмен    | Категория | Вес   | Рывок | Рывок | Рывок | Толчок | Толчок | Толчок | Всего | Место |
| Спортсмен    | Категория | Вес   | 1     | 2     | 3     | 1      | 2      | 3      | Всего | Место |
| ------------ | --------- | ----- | ----- | ----- | ----- | ------ | ------ | ------ | ----- | ----- |
| Франка Гбодо | до 53 кг  | 52,00 | 85,0  | 90,0  | 90,0  | 105,0  | 110,0  | 117,5  | 195,0 | 4     |